# Shutterstock
Shutterstock是一家美國圖片庫、圖片素材、圖片音樂和編輯工具供應商，总部位于纽约。Shutterstock由程序员和摄影师強·歐寧傑于2003年创立，Shutterstock擁有约2億張免版税的圖片、矢量图和插图庫，还有约1000万个影片剪辑和音樂曲目可授权給用戶使用。2012年，Shutterstock在纽约证券交易所上市。